# Sidney Martin Webster
Sidney Martin Webster (Danville, Illinois, 12 de novembro de 1945 é um matemático estadunidense, especialista em análise complexa multidimensional.
Após prestar o serviço militar Webster estudou na Universidade da Califórnia em Berkeley, onde obteve um PhD em 1975, orientado por Shiing-Shen Chern com a tese Real hypersurfaces in complex space. Webster foi membro da faculdade da Universidade de Princeton de 1975 a 1980 e da Universidade de Minnesota de 1980 a 1989. Em 1989 tornou-se full professor da Universidade de Chicago. Foi professor visitante na Universidade de Wuppertal, Universidade Rice e no Instituto Federal de Tecnologia de Zurique.
Foi palestrante convidado do Congresso Internacional de Matemáticos em Zurique (1994). Em 2001 recebeu, juntamente com László Lempert, o Prêmio Stefan Bergman da American Mathematical Society. Em 2012 foi eleito fellow da American Mathematical Society.

## Publicações selecionadas
- «The rigidity of C-R hypersurfaces in a sphere». Indiana University Mathematics Journal. 28 (3): 405–416. 1979. JSTOR 24892266
- «Biholomorphic mappings and the Bergman kernel off the diagonal». Inventiones mathematicae. 51 (2): 155–169. 1979. doi:10.1007/BF01390226
- com Klas Diederich: «A reflection principle for degenerate real hypersurfaces». Duke Math. J. 47 (4): 835–843. 1980. doi:10.1215/S0012-7094-80-04749-3
- com Jürgen K. Moser: «Normal forms for real surfaces in {\displaystyle \mathbb {C} }2 near complex tangents and hyperbolic surface transformations». Acta Mathematica. 150: 255–296. 1983. doi:10.1007/BF02392973